# 藤原泰斗
藤原 泰斗（ふじわら たいと、1992年9月4日-）は、愛媛県北宇和郡松野町出身のミュージシャン、キーボーディスト、マニピュレーター。愛媛県立宇和島東高等学校、専門学校横浜ミュージックスクール出身。ヴィジュアル系バンドAYABIEの元キーボーディスト。

## 来歴
2012年、専門学校在学時に青木隆治のバックバンドとしてTV出演をきっかけにプロミュージシャンとしての活動をスタート。
2013年2月24日、ヴィジュアル系バンドAYABIEへの加入を発表。2年半の活動の後、2015年に脱退した。（この期間は"泰斗"として活動している。）
バンド脱退後はサポートミュージシャン、アレンジャーとしての活動を開始。以降、ダウト、野水伊織、mitsu、RAZZMATAZZ、TOOBOEなど様々なジャンルのアーティストのライブ、レコーディングにキーボーディスト、マニピュレーターとして参加。また、プレイヤーとしてだけでなく専門学校講師や様々なアーティストのキーボードインストラクターなど指導者としても活動。
専門学校では2年間ドラムを専攻していた。クラシックピアノを経験していたものの、「シンセサイザーは専門学校入学まで触ったことがなかった」とコラムで発言している。また、尊敬するキーボーディストにD.I.E.を挙げている。実際、専門学校在学時よりDIEにキーボードを師事するなど親交がある。

## 参加アーティスト
- 彩冷える
- AYABIE
- ダウト
- 野水伊織
- 青木隆治
- 最上川司
- mitsu
- RAZZMATAZZ
- ザ・コインロッカーズ
- TOOBOE
- パン野実々美
- 櫻井有紀
- ソラネルカンパニー
- くろすと
- 生熊耕治
- Little Parade